# Pante Geulumpang
Pante Geulumpang is een bestuurslaag in het regentschap Aceh Barat Daya van de provincie Atjeh, Indonesië. Pante Geulumpang telt 680 inwoners (volkstelling 2010).